# Plesioperla sakartvella
Plesioperla sakartvella is een steenvlieg uit de familie groene steenvliegen (Chloroperlidae). De wetenschappelijke naam van de soort is voor het eerst geldig gepubliceerd in 1956 door Zhiltzova.